# Endicott (New York)
Endicott est un village américain de l'État de New York situé dans le Comté de Broome. Il doit son nom à Henry B. Endicott cofondateur de Endicott Johnson Corporation. Ce village fait partie de la municipalité de Binghamton.